# Siniša Skelin
Siniša Skelin (Split, 14. srpnja 1974.), hrvatski veslački reprezentativac. Kao član posade osmerca s kormilarom hrvatske veslačke reprezentacije 2000. dobitnik je Državne nagrade za šport "Franjo Bučar". Ponovo je istu nagradu dobio s bratom Nikšom 2004. godine.
Najbolji rezultat na ergometru 6000m mu je 19:00.3.

## Dosadašnji važniji rezultati
Olimpijske igre
- 2004. Atena, Grčka: srebrna medalja u dvojcu bez kormilara, u sastavu: Siniša Skelin i Nikša Skelin
- 2000. Sydney, Australija: brončana medalja u osmercu, u sastavu: Branimir Vujević, Igor Boraska, Nikša Skelin, Siniša Skelin, Krešimir Čuljak, Tomislav Smoljanović, Tihomir Franković, Igor Francetić i kormilar Silvijo Petriško.
- 1996. Atlanta, SAD: 7. mjesto u četvercu bez kormilara, u sastavu: Igor Boraska, Sead Marušić, Tihomir Franković, Siniša Skelin

Svjetska prvenstva
- 2003., Milano, Italija: srebrna medalja u dvojcu bez kormilara, u sastavu: Siniša Skelin i Nikša Skelin
- 2002., Sevilla, Španjolska: brončana medalja u dvojcu bez kormilara, u sastavu: Siniša Skelin i Nikša Skelin
- 2001., Luzern, Švicarska: srebrna medalja u osmercu, u sastavu: Branimir Vujević, Igor Boraska, Nikša Skelin, Siniša Skelin, Krešimir Čuljak, Tomislav Smoljanović, Damir Vučičić, Oliver Martinov i kormilar Silvijo Petriško
- 1998., Köln, Njemačka: srebrna medalja u četvercu s kormilarom, us sastavu: Siniša Skelin, Tihomir Franković, Igor Boraska, Denis Boban i kormilar Ratko Cvitanić

Svjetski kup
- 2007. - ukupna pobjeda u dvojcu bez kormilara, u sastavu: Siniša Skelin i Nikša Skelin

## Vanjske poveznice
- Službene stranice braće Skelin  Arhivirana inačica izvorne stranice od 7. studenoga 2019. (Wayback Machine)